# Marianne van Brummelen
Marianne van Brummelen (Harskamp, 9 november 1991) is een Nederlands voetballer die onder contract stond bij FC Twente en PEC Zwolle.

## Carrière
Van Brummelen werd door FC Twente aangetrokken in het seizoen 2009/10. Ze had indruk gemaakt bij de club in een oefenwedstrijd tussen DTS '35, de club waar ze tot dan toe voor uitkwam en FC Twente. Ze scoorde drie doelpunten tijdens dat duel, dat met 4-3 door FC Twente werd gewonnen. In het eerste competitieduel van seizoen 2009/10 maakte Van Brummelen gelijk haar debuut voor FC Twente. Ze speelde uiteindelijk alle duels, maar was voornamelijk invalster. In haar tweede seizoen werd er minder vaak een beroep gedaan op Van Brummelen, maar dat jaar werd ze wel landskampioen met de club. Hierna verliet ze FC Twente en ging ze naar PEC Zwolle. Inmiddels voetbalt Marianne bij DTS.

### Carrièrestatistieken
| Seizoen         | Club            | Land            | Competitie            | Competitie | Competitie | Beker | Beker | Internationaal | Internationaal | Overig | Overig | Totaal | Totaal |
| Seizoen         | Club            | Land            | Competitie            | Wed.       | Dlp.       | Wed.  | Dlp.  | Wed.           | Dlp.           | Wed.   | Dlp.   | Wed.   | Dlp.   |
| --------------- | --------------- | --------------- | --------------------- | ---------- | ---------- | ----- | ----- | -------------- | -------------- | ------ | ------ | ------ | ------ |
| 2009/10         | FC Twente       | Nederland       | Eredivisie            | 20         | 2          | 4     | 2     | –              | –              | 0      | 0      | 24     | 4      |
| 2010/11         | FC Twente       | Nederland       | Eredivisie            | 12         | 1          | 0     | 0     | –              | –              | 0      | 0      | 12     | 1      |
| 2011/12         | FC Zwolle       | Nederland       | Eredivisie            | 18         | 9          | –*    | 0     | –              | –              | 0      | 0      | 18     | 9      |
| 2012/13         | PEC Zwolle      | Nederland       | BeNe League Orange    | 14         | 6          | –*    | 0     | –              | –              | 0      | 0      | 14     | 6      |
| 2012/13         | PEC Zwolle      | Nederland       | Women's BeNe League B | 14         | 8          | –*    | 3     | –              | –              | 0      | 0      | 14     | 11     |
| 2013/14         | PEC Zwolle      | Nederland       | Women's BeNe League   | 26         | 16         | –*    | 1     | –              | –              | 0      | 0      | 26     | 17     |
| Carrière totaal | Carrière totaal | Carrière totaal | Carrière totaal       | 104        | 42         | 4     | 6     | 0              | 0              | 0      | 0      | 108    | 48     |

## Erelijst

### MetFC Twente
| Nationaal               |    |         |
| Landskampioen Nederland | 1× | 2010/11 |